# 1592
1592 (MDXCII) var ett skottår som började en onsdag i den gregorianska kalendern och ett skottår som började en lördag i den julianska kalendern.

## Händelser

### Januari
- 17 januari – Henrik IV av Frankrike förklarar krig mot Spanien.
- 30 januari – Sedan Innocentius IX har avlidit en månad tidigare väljs Ippolito Aldobrandini till påve och tar namnet Clemens VIII.

### Maj
- 31 maj – Sigismund gifter sig med Anna av Österrike.

### Augusti
- 15 augusti – Engelske kaptenen John Captain blir först att bekräftat sikta den ögrupp som ges namnet Davis' Land.[1]
- 27 augusti – Hertig Karl (IX) gifter sig med Kristina av Holstein-Gottorp.

### November
- 17 november – Vid Johan III:s död blir Sigismund kung av Sverige. Eftersom hertig Karl och rådet har liknande intressen i frågan om Sigismunds bestigande av den svenska tronen sker ett närmande mellan dessa.[2]

## Födda
- 5 januari – Shah Jahan, härskare i mogulriket 1627–1658.
- 22 januari – Pierre Gassendi, fransk naturforskare och filosof.
- 28 mars – Johan Amos Comenius, tjeckisk pedagog, biskop och författare.
- 22 oktober – Gustaf Horn, svensk greve, militär, fältmarskalk och riksråd, riksmarsk 1653–1657.
- 28 november – Hung Taiji, manchuisk monark, den förste kejsaren av Qing-dynastin.
- 29 december – Johannes Matthiæ Gothus, biskop i Strängnäs.
- Catalina de Erauso, spansk soldat.
- Sara Copia Sullam, italiensk-judisk poet, författare och salongsvärd.

## Avlidna
- 5 januari – Vilhelm V av Kleve, greve av Jülich–Kleve–Berg.
- 14 februari – Jacopo Bassano, italiensk målare.
- 22 april – Bartolommeo Ammanati, italiensk skulptör och arkitekt.
- 13 september – Michel de Montaigne, fransk författare och filosof.
- 2 november – Moderata Fonte, italiensk poet, filosof och författare.
- 17 november – Johan III, kung av Sverige sedan 1568.
- Willem Boy, arkitekt och bildhuggare.

### Fotnoter
1. ↑  World Statesmen
2. ↑  Det hände i dag